# John Puckering
Sir John Puckering, né vers 1544 et mort le 30 avril 1596, est un avocat et homme politique anglais.

## Biographie
D'« origine modeste », il étudie le droit à Lincoln's Inn et est appelé au barreau en 1567. Il s'établit comme barrister (avocat plaidant) à Londres. En 1575 il devient juge de paix pour le comté du Hertfordshire ; à partir de 1577 il exerce également cette fonction dans plusieurs comtés gallois et des Marches galloises. En 1577 il est nommé seul juge de circuit de Carmarthen, fonction qu'il conserve jusqu'en 1592.
Il entre en politique en 1584 lorsqu'il est élu député de Bedford à la Chambre des communes du Parlement d'Angleterre. Bien qu'il n'ait encore aucune expérience parlementaire, son expérience de juriste au pays de Galles amène les députés à l'élire président de la Chambre des communes. Dans l'exercice de cette fonction, il doit gérer la volonté de nombreux députés, notamment puritains, de presser le gouvernement de réformer la jeune Église anglicane. Bien que son rôle soit de porter la volonté de la Chambre auprès du monarque, il informe rapidement les députés que la reine Élisabeth Ire l'a menacé de destitution s'il la presse en matière de religion. Pour autant, en décembre, trois députés présentent à la Chambre une pétition contre les restrictions qui pèsent sur les prédicateurs religieux, et le député puritain radical Peter Turner dépose sans succès une proposition de loi pour réécrire le livre de la prière commune de l'Église.
Le 1er mars 1585, bien que s'étant déclaré malade, John Puckering est convoqué par la reine qui lui ordonne de faire cesser toute discussion de politique religieuse à la Chambre. Certains députés, agacés qu'il se soit rendu auprès du monarque sans demander l'accord de la Chambre, suggèrent de le destituer. Lorsque des députés radicaux lui présentent alors une proposition de loi « pour la réforme de certains désordres touchant aux ministres de l'Église », il en retarde autant que possible la première lecture à la Chambre. Les radicaux tentent également de faire adopter une proposition de loi contre les frais de procédure excessifs dans les tribunaux ecclésiastiques, et John Puckering semble peu à peu perdre le contrôle des débats à la Chambre. Pour autant, élu député du bourg de Gatton pour le parlement de 1586, il en est réélu président.
Ce parlement se prononce en faveur de l'exécution de Marie Stuart, et John Puckering rencontre la reine Élisabeth à deux reprises en novembre pour lui exprimer la position de la Chambre à ce sujet. Après l'exécution de Marie en février 1587, toutefois, les députés puritains reprennent leur campagne au Parlement pour réformer l'Église. Fin février, le député Anthony Cope dépose une nouvelle proposition de loi pour réécrire le livre de la prière commune. John Puckering « supplie » alors les députés de cesser, leur rappelant que la reine leur a expressément interdit de se préoccuper de politique religieuse. Le débat sur cette proposition de loi à la Chambre dure plusieurs jours, avant que Puckering ne l'ajourne. La reine fait emprisonner Anthony Cope à la tour de Londres, de même que le député Peter Wentworth qui avait pressé en vain John Puckering de faire adopter une motion réaffirmant fortement la liberté d'expression à la Chambre.
En 1592, Puckering est nommé Lord Keeper (gardien) du grand sceau d'Angleterre et membre du Conseil privé, et est fait chevalier par la même occasion. Il meurt quatre ans plus tard et est inhumé à l'abbaye de Westminster.